# Antichloris pinguis
Antichloris pinguis är en fjärilsart som beskrevs av Hans Zerny 1931. Antichloris pinguis ingår i släktet Antichloris och familjen björnspinnare. Inga underarter finns listade i Catalogue of Life.